# فولفغانغ شتوك
فولفغانغ شتوك (بالألمانية: Wolfgang Stock)‏ هو صحفي وكاتب ألماني، ولد في 1959 في هانوفر في ألمانيا.